# Скандал вокруг квартиры патриарха Кирилла
Скандал вокруг квартиры патриарха Кирилла («Пыльное дело») — получившие широкую огласку в СМИ события вокруг судебного иска к бывшему министру здравоохранения и священнику Украинской православной церкви Юрию Шевченко, который причинил ущерб квартире и имуществу Патриарха Московского и всея Руси Кирилла в доме на набережной (Москва, улица Серафимовича, 2).
Внимание прессы и общественности привлекли факты того, что предстоятелю Русской православной церкви на правах собственности принадлежит элитное жильё в центре Москвы (5-комнатная квартира площадью 144,8 м²), и что в этом жилье зарегистрирована и проживает гражданка Лидия Михайловна Леонова, которая, не будучи собственником квартиры и не имея доверенности от собственника, выиграла иск на сумму около 20 млн руб. у Юрия Шевченко.
В связи с этими событиями журналисты и блогеры обвиняли патриарха Кирилла в рейдерстве, попытке захвата чужой квартиры, сведении счётов с православным священником, который был рукоположён на Украине и служил в Москве без благословения патриарха.
Сам патриарх Кирилл в апреле 2012 года отверг все подозрения и заявил, что рассматривает скандал как информационную кампанию против Церкви.
Вскоре после скандала высказывались предположения, что резонансное «Пыльное дело» приведёт к резкому увеличению заявляемых в суде сумм ущерба, и повысит интерес проводящих ремонт граждан к страхованию своей ответственности.

## История конфликта
11 октября 2010 года проживающая и зарегистрированная в Доме на набережной Лидия Михайловна Леонова обнаружила в квартире, принадлежащей Патриарху Кириллу, плотный слой пыли. В тот же день она обратилась в Государственное унитарное предприятие города Москвы по эксплуатации высотных административных и жилых домов (ГУП ЭВАЖД) с заявлением о случившемся и просьбой установить причину произошедшего. Комиссия из представителей управы района «Якиманка», ГУП ЭВАЖД и Мосжилинспекции при осмотре установила, что пыль попала из квартиры проживающего этажом ниже Шевченко, в которой на тот момент производились ремонтные работы. Согласно заключению Мосжилинспекции, причиной случившегося являлись произведённые в квартире Шевченко незаконные работы по демонтажу несущих перегородок и вентиляционных камер.
В связи с тем, что стороной Шевченко оспаривался состав и происхождение пыли, Леонова вновь обратилась в ГУП ЭВАЖД с просьбой определить химический состав пыли и методы устранения загрязнения. Для выполнения этих требований 19 ноября 2010 года между ГУП ЭВАЖД и Институтом общей и неорганической химии имени Н. С. Курнакова РАН (ИОНХ) был заключён договор, а 19 ноября 2010 года из квартиры были взяты пробы. Сотрудниками ИОНХа был проведён анализ состава строительной пыли, попавшей в квартиру патриарха, в результате которого было выявлено, что она содержит опасные для здоровья компоненты, включая наночастицы, способные вызвать онкологические заболевания. Экспертиза также установила, что единственным способом устранения загрязнения является нанесение сплошного покрытия, связывающего наночастицы.
14 декабря 2010 года ГУП ЭВАЖД запросил Российскую государственную библиотеку (РГБ), о возможности проведения работ по очистке книг, находящихся в квартире. Вместе с запросом в РГБ были отправлены 8 образцов книг, а также заключение ИОНХ. Согласно заключению РГБ, для устранения загрязнения было необходимо провести двойную сухую полистовую очистку книг, после чего провести анализ на наличие пыли, содержащей наночастицы. По предварительной оценке, стоимость работ составляла от 12 до 15 миллионов рублей. В последующем научно-техническим отделом РГБ была составлена точная оценка стоимости очистки книг, которая составила 13 974 400 рублей.
В ноябре 2011 года Лидия Леонова обратилась в Замоскворецкий районный суд с иском к Юрию Шевченко. Иск включал в себя следующие пункты: перевозка предметов из квартиры и обратно — 376 тыс. рублей, ремонт квартиры — 7,3 млн рублей, аренда аналогичной жилплощади на время ремонта — 2,1 млн рублей, испорченная мебель и предметы интерьера — 2,6 млн рублей, спецочистка 970 книг — 6,3 млн рублей, уборка имущества — 151 тыс. рублей. Замоскворецкий суд удовлетворил иск Леоновой в полном объёме, взыскав 19,7 млн руб. Позже с таким решением согласился Мосгорсуд. В решении суда установлено, что, делая ремонт и перепланировку в своей квартире на десятом этаже, ответчик нанёс ущерб истице, проживающей над ним на одиннадцатом этаже, загрязнив имущество строительной пылью.
В марте 2012 года Мосгорсуд отклонил кассационную жалобу Шевченко, и таким образом решение Замоскворецкого суда о возмещении ущерба вступило в законную силу,  5 апреля 2012 присуждённые 20 млн рублей были выплачены истице Леоновой ответчиком Шевченко. Со слов сына Шевченко, средства получены от продажи принадлежащей ему квартиры в Санкт-Петербурге.
Несмотря на то, что сам предстоятель РПЦ в иске не фигурировал и доверенности на его подачу не выдавал, скандал ассоциировался с его именем как с хозяином квартиры, где произошла эта история.

## Разъяснения Патриарха
Как сообщил в конце марта 2012 года Патриарх Кирилл журналисту Владимиру Соловьёву, это жильё ему в 1994 году предоставил заместитель мэра Москвы Лужкова Владимир Ресин; «принял постановление о выделении квартиры» президент Борис Ельцин. По более точным опубликованным данным, решение о предоставлении квартиры приняло в 1994 году Правительство Москвы № 986-РП. При этом митрополит Кирилл не был в Москве «бездомным»: как председатель Отдела внешних церковных связей Патриархии он имел служебную резиденцию в Серебряном Бору. Впоследствии жильё было приватизировано. По словам Соловьёва, Патриарх сказал, что сам не провёл в этой квартире и «недели жизни», но перевёз туда обширную библиотеку, которая досталась ему от отца. В квартире, разъяснил Патриарх, проживают две его троюродные сестры (одна из них Л. М. Леонова, в девичестве Холодова; о личности второй нет никаких сведений), которые и сообщили предстоятелю РПЦ о том, что квартира была засыпана плотной строительной пылью из-за ремонта этажом ниже. Высказываясь в поддержку иска Леоновой, Патриарх Кирилл заявил, что простить Шевченко было бы некорректно: «Да и я по максимуму постарался — например, вместо двойной очистки согласился на одинарную, что сэкономило существенную сумму денег», — разъяснил глава Русской православной церкви. Дальнейшую судебную тяжбу вела одна из его сестёр, Леонова, но никакие церковные структуры к этому отношения не имели. Как заверил журналиста Соловьёва Патриарх, деньги, которые по иску выплатил Леоновой экс-министр здравоохранения Шевченко, пойдут на чистку библиотеки и благотворительность.

## Судебные решения
В апреле 2012 года адвокаты Шевченко обжаловали определение Мосгорсуда в Верховном суде РФ — в надзорном порядке, мотивируя свои действия завышенной с их точки зрения суммой компенсации, а также тем, что Леонова не является собственником или совладельцем квартиры Владимира Гундяева, которой причинён ущерб, доверенности от него не имела, а следовательно вообще не вправе была подавать иск.
Также в Замоскворецкий суд в начале мая был подан повторный иск к Владимиру Гундяеву о «неосновательном обогащении» с требованием передать Юрию Шевченко пришедшее в негодность имущество: 13 стульев, два дивана, кресло и три ковра, как предметы, за порчу которых выплачена полная стоимость. Рассматривая иск сестры патриарха, Замоскворецкий суд признал: эти вещи так сильно испачканы, что необходимо заменить их на новые. За их порчу семья экс-министра уже заплатила и теперь обвиняет патриарха в том, что он захотел взять и деньги, и мебель. Все иски были оставлены без рассмотрения.
Комментируя вторичный отказ Замоскворецкого суда, истцы обращали внимание, что адвокат Леоновой Елена Забралова и председатель Мосгорсуда Ольга Егорова давно и хорошо знакомы, в 1998 году в соавторстве выпустили книгу «В стенах суда».
Представители Шевченко объявили о намерении обратиться в Европейский суд по правам человека в Страсбурге.

## Мнения и реакция
Сумма иска и неясный статус Леоновой вызвали многочисленные критические обсуждения в СМИ и блогосфере. Скандал с квартирой совпал по времени с делом «Pussy Riot» и редактированием сотрудниками Патриарха документальной фотографии встречи Кирилла с министром юстиции Александром Коноваловым, когда выяснилось, что сотрудница патриаршей пресс-службы подретушировала его изображение на фото, чтобы убрать с запястья Кирилла дорогие часы, ношение которых он вообще отрицал. Последний факт, вызвавший негативную реакцию общественности, был официально признан пресс-службой РПЦ .
Внимание прессы привлекло и то, что в связи с допущенными каноническими нарушениями возбуждена проверка и начаты процедуры по лишению Юрия Шевченко священного сана. Данная процедура была инициирована ещё до инцидента с запылением квартиры.
По мнению журналиста радиостанции «Эхо Москвы» Сакена Аймурзаева, которое он высказал в своем блоге и которое повторило ряд изданий, сам факт владения квартирой входит в противоречие с обетом нестяжания, который даёт при постриге каждый монах. Продолжая ту же тему, ряд источников цитируют ссылку стороны Шевченко, приведённую в кассационной жалобе в качестве аргумента за отмену судебного решения: согласно Уставу Василия Великого, в соответствии с 6-м правилом Двукратного Собора и Уставом РПЦ, патриарх, будучи монахом, не вправе владеть какой-либо собственностью. Но это место в Уставе Василия Великого касается только монаха, живущего в братстве, а не епископа, — толкует 40 правило Святых апостолов протоиерей Андрей Новиков.
Театральный режиссёр Кирилл Серебренников указал на вскрывшуюся после упомянутых скандалов огромную проблему — недоверия части общества руководству РПЦ, сращения власти и церкви, лицемерия власти и церкви.
Председатель Синодального отдела по взаимоотношениям церкви и общества Всеволод Чаплин заявил, что история с квартирой является частью более крупной кампании, которая «направлена на дестабилизацию ситуации в стране, которая также направлена против народа, против армии, полиции, против правительства и так далее», и что «в сердце этой кампании — маленькая группа прозападно настроенных москвичей и жителей других больших городов, прозападная часть российских финансовых кругов, политических институтов и медийной элиты».
Члены общественной палаты Анатолий Кучерена и Сергей Марков, лидер КПРФ Геннадий Зюганов в апреле 2012 года высказали мнение, что против Патриарха развёрнута массированная информационная атака, носящая «общеевропейский характер» и ставящая задачу «вестернизировать Россию и для этого сломать традиционную структуру российской государственности». По мнению Зюганова, критика в адрес РПЦ выгодна «всем, кто не желает видеть Россию сильной, умной, образованной и духовно и морально подготовленной».
Журналист Владимир Соловьёв в связи с инцидентами Pussy Riot, конфликтом по поводу квартиры упрекает либеральную прессу во лживости, замалчивании всего, что должно говорить о правде. В частности, он отмечает, что не поднимается вопрос, почему у принявшего сан Шевченко 3 квартиры в том же доме; что журналисты заменяют «бывший министр здравоохранения» на «кардиохирург», чтобы вызвать симпатию к Шевченко. Журналист называет это «либералистическими приёмчиками». В то же время Соловьёв отмечает, что термин «нанопыль» неудачный и гораздо точнее было бы употребить термин «мелкодисперсная взвесь».
Опрошенные Росбалт юристы (Владимир Жеребёнков, Максим Столяров, Игорь Трунов) заявили, что в российской практике впервые основанием для возмещения ущерба заявлено загрязнение квартиры «нанопылью», а также утверждали, что сумма в 20 млн.руб., взысканная за причинение ущерба одной квартире, беспрецедентна для российской судебной практики. По мнению Трунова, имели место предвзятость суда, а по мнению Жеребёнкова — возможно, элементы лоббизма.

## Комментарии
1. ↑  Со слов Патриарха, переданных Владимиром Соловьёвым, в квартире нельзя было находиться более 10 минут, не начав задыхаться, а приглашённые из квартиры Шевченко строители сами были в ужасе от увиденного[7].
2. ↑  Пробы были взяты из всех комнат, а также с поверхности книг, в том числе и с находившихся в книжных шкафах[8].
3. ↑  Всего 1588 книг со средним объёмом 500 страниц[4][8].
4. ↑  «Это была глупость, которая не должна была произойти», — объяснил случившееся председатель Синодального совета по связям Церкви и общества, протоиерей Всеволод Чаплин[27].